# Мякенькая, Татьяна Андреевна
Татьяна Андреевна Мякенькая (15 октября 1997, Мариуполь, Украина) — украинская, а впоследствии российская женщина-борец вольного стиля, призёр чемпионата России, мастер спорта России (2017).

## Карьера
Свою спортивную карьеру в вольной борьбе начала в родном городе Мариуполе в КДЮСШ № 3, тренировалась у Андрея Ефремова. Трижды становилась чемпионкой Украины в юниорских возрастных категориях, но из-за боевых действий в конце 2014 году была вынуждена уехать из Украины. В апреле 2015 года выиграла чемпионат России среди юниорок в Улан-Удэ. В июне 2017 года на чемпионате России в Каспийске завоевала бронзовую медаль.

## Спортивные результаты
- Чемпионат Европы среди кадетов 2013 — 5;
- Чемпионат Европы среди кадетов 2014 — 5;
- Чемпионат России по женской борьбе 2017 — ;